# Исламофобия в России
Исламофобия в России — неприязнь, страх или враждебность по отношению к религии ислам и мусульманам в Российской Федерации.
Мусульманские народы являются коренными на территории современной России, так как были включены в её состав в ходе российской колониальной экспансии, начавшейся в XVI веке. Завоевание мусульманских земель сопровождалось систематическим угнетением мусульман и ислама. При советской власти исламофобская политика не прекратилась. В современной России катализатором исламофобии стали войны с Чечнёй, развитие исламизма, который угрожает российской государственности, трудовая миграция из Средней Азии и с Кавказа.
В России «экстремистскими» признаны различные ненасильственные проповеднические исламские организации, некоторые переводы и трактовки Корана и другая исламская литература. Мусульмане являются самой угнетаемой религиозной группой в российских тюрьмах. В ряде регионов девочки в хиджабах не допускаются к учёбе, мусульманам препятствуют в постройке мечетей. Мусульмане зачастую подвергаются дискриминации в больницах, общественном транспорте, на предприятиях, ВУЗах.
Данные опросов 2008 и 2017 годов Левада-Центра об отношении россиян к мусульманам показали:
| Ответ опрошенного                  | 2008 | 2017 |
| ---------------------------------- | ---- | ---- |
| Очень положительное                | 23 % | 18 % |
| В какой-то мере положительное      | 27 % | 31 % |
| Ни положительное, ни отрицательное | 32 % | 31 % |
| В какой-то мере отрицательное      | 6 %  | 10 % |
| Очень отрицательное                | 2 %  | 4 %  |
| Затруднились ответить              | 9 %  | 6 %  |

## История

### Русское царствоиРоссийская империя
В XVI веке началось завоевание Россией исламских земель в контексте колониальной экспансии, это стало основой для долгосрочных отношений России с мусульманами. В 1552 году Иван Грозный завоевал мусульманскую Казань, началось строительство империи с попытками укротить или уничтожить мусульманское население на завоёванных землях. Подъём русского государства с XVI века до советского периода был основан на различных консервативных и либеральных представлениях об исламофобии. Союз государства и русского православия создал цивилизационный комплекс, рассматривавший мусульманина как врага, варвара и проблему, которую необходимо искоренить или приручить. Мусульмане, чьи территории всё больше и больше включались в состав империи, стали её «национальной проблемой», так как они не укладывались в господствовавшую в России религиозно-расовую логику.
«Центр изучения исламофобии» отмечает, что имперская политика по отношению к мусульманам включала: разрушение политической экономики мусульман, насильственное обращение в христианство, закрытие мечетей, насильственное переселение христиан на бывшие мусульманские земли, конфискация вакфа, массовые изгнания и этнические чистки, ликвидацию традиционных культур через сожжение книг и замену структур исламского образования на царские.
Одновременно с этой политикой были и попытки сделать исламское население верным путём создания подконтрольного духовенства. С эпохи Екатерины конца XVIII века начался более либеральный подход к мусульманам России, допускавший относительное политическое, культурное и экономическое партнёрство, результатом стал расцвет мусульманского модернистского и реформистского движения джадидов. Екатерина сменила политику с искоренения ислама на управление им, в том числе путём создания «духовных управлений мусульман» (муфтиятов), и при этом продолжала экспансионистскую политику для завоевания исламских земель в Крыму и на Северном Кавказе.

### СССР

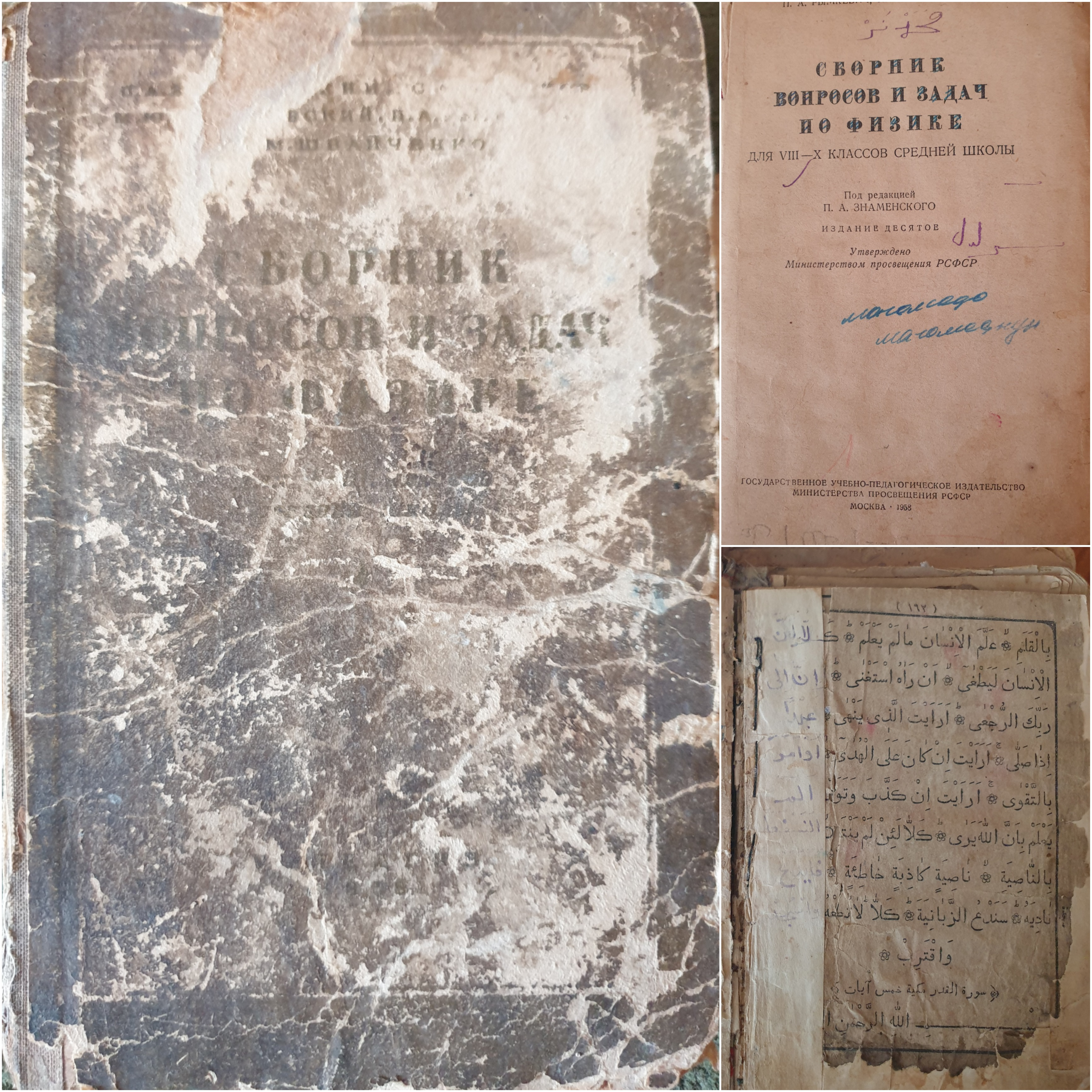
Коран советского периода, спрятанный из-за преследования под обложку сборника задач и вопросов по физике. Гимры, Дагестан

Исламофобская политика с приходом советской власти в начале XX века не исчезла. СССР продвигал идею «Homo Sovieticus», создания идеального советского человека. От мусульман необходимо было избавиться или хотя бы подогнать их под советские стандарты.
После установления советской власти начал постепенно опускаться «железный занавес». Для мусульман СССР это привело к их отсечению от остального исламского мира.
Советское правительство стало притеснять мусульман своей антирелигиозной политикой, которой были характерны: запрет на ежегодное паломничество, массовое закрытие мечетей, распространение антиисламской пропаганды, изъятие вакфов, попытки геноцидов определённых мусульманских групп, запрет арабского языка в некоторых регионах, попытки лингвистической ассимиляции (принудительная кириллизация) мусульманских народов, продвижение идеи о советской терпимости по отношению к исламу путём взращивания советских мусульманских лидеров и отправки их в заграничный мусульманский мир для пропаганды. Как отмечает «Центр изучения исламофобии», исламофобия в СССР пронизывала всю иерархию общества.

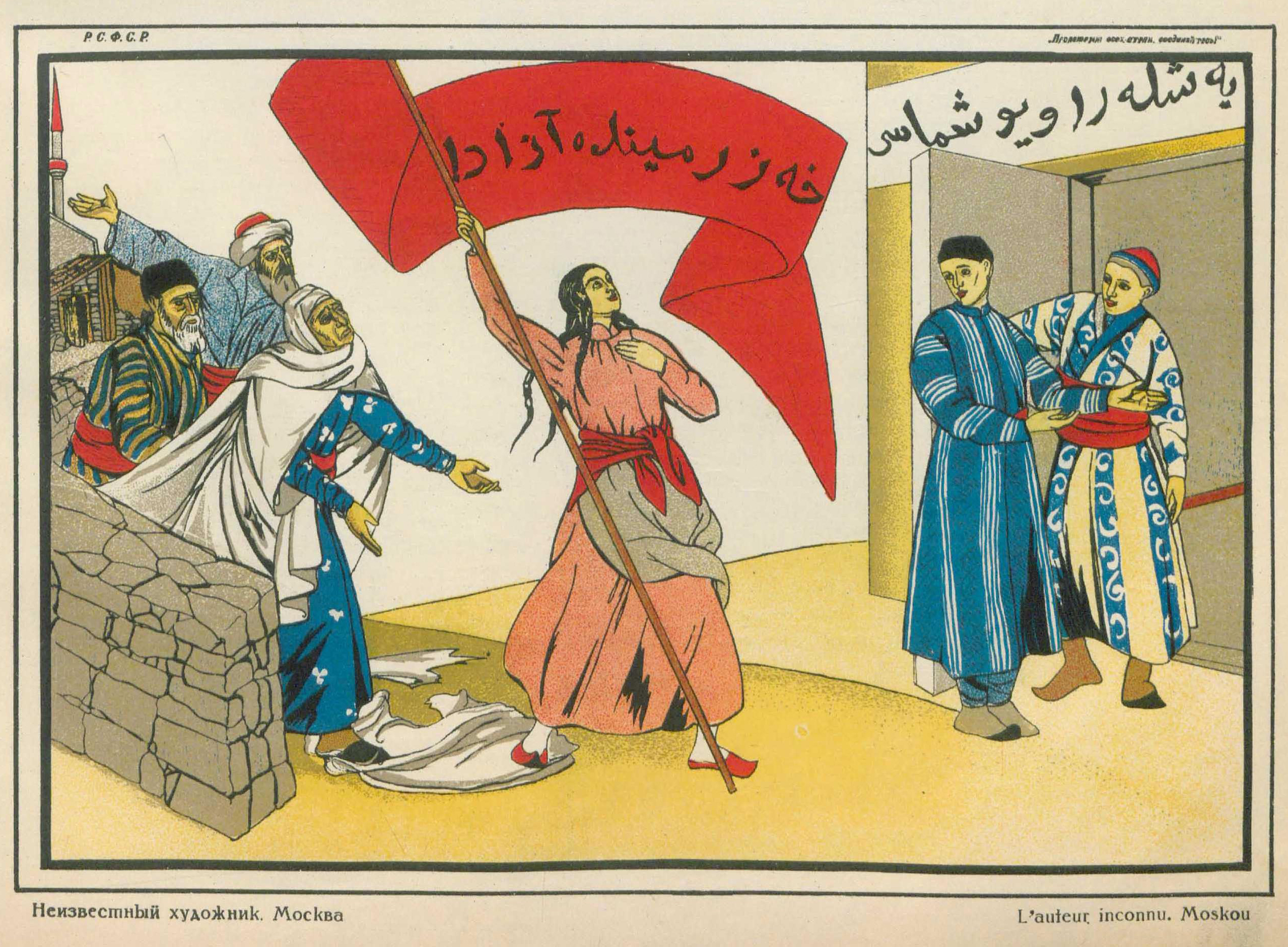
Советский плакат «Я сейчас тоже свободна!». Москва, 1921 год, неизвестный художник

Профессор Тлостанова, характеризуя политику советов по отношению к мусульманским женщинам, пишет, что советская мусульманка должна была быть модернизирована «великими русскими» с великой идеей сделать её соответствующей будущему стандарту советского гражданина, она должна была стать «расово смешанной атеисткой, на идеях русского культурного превосходства и проявления театральной поликультурности в кухне, пении, танцах, художественной литературе, театре, национальном костюме и т. д.».
Султан Галиев и другие мусульманские национал-коммунисты говорили, что советский коммунизм по своей колониальной сути не отличается от русского царизма. Египетский философ Сейид Кутб писал, что, как и капиталистической Америке, Советскому союзу был характерен «дух крестоносцев», они имели страх империализма перед исламским духом и стремление разрушить силу ислама.
Исследователь Аббаси пишет, что нерусские, и особенно мусульмане, систематически исключались из руководящих должностей в компартии и центральном правительстве на протяжении всего советского периода.
В Афганистане, в ходе войны в 1980-х годах, «Центром изучения исламофобии» был также отмечен исламофобский настрой.
Хоть некоторые мусульманские народы и были колонизированы Россией, однако, как пишут исследовательница мусульманских народов Мари Броксап и французский востоковед Беннигсен, эти отношения не относятся к классическому «колониальному» типу, когда европейский хозяин, как бы его не ненавидели, в то же время вызывал признание за лучшую организацию, техническое и военное превосходство. Коренные мусульмане в стране не чувствовали себя нижестоящими в культурном или политическом вопросе перед русскими.

## Современная Россия
К периоду распада СССР мусульманская Чечня объявила о независимости, после чего начались две русско-чеченские войны. Это, согласно исследованиям «Центра изучения исламофобии», привело к возрождению исламофобской политики государства, а также исламофобской риторики, применяемой в СМИ. Чеченские сепаратисты ими представлялись бандитами, международными террористами и исламскими экстремистами. ФСБ и СМИ разработали язык антиисламского и антикавказского характера, пустив в ход термины, как например, «лицо кавказской национальности» или «мусульманская мафия». Российские силовики начали с подозрением относиться ко всем мусульманам, особенно к кавказцам, систематически подвергать их проверкам.
После аннексии Крыма Россией в 2014 году началась дискриминация крымских татар-мусульман властями.
По мнению муфтия РФ Равиля Гайнутдина, «исламофобия и ксенофобия в современной России паразитирует на структурной разобщённости, недисциплинированности и разгильдяйстве самих мусульман».
Под госнадзором находится исламское образование.
По принятому в 2017 году закону Яровой, миссионерская деятельность и публичное исполнение религиозных обрядов разрешено только членам зарегистрированных религиозных организаций. Незарегистрированные миссионеры рискуют подвергнуться преследованию. По данным агентства «Форум 18», к августу 2017 года более 193 отдельных лиц и религиозных общин предстали перед судом по новому антимиссионерскому закону.
Председатель Исламского комитета России Гейдар Джемаль в 2010 году писал:
«В России сегодня сформировалась устойчивая и показательная „группа риска“ (в политическом смысле!). Это российские мусульмане. Именно против них проводится основная масса спецопераций, именно они по сфабрикованным обвинениям сотнями сидят по российским зонам. Именно их книги запрещают суды по первому представлению местных прокуратур и с подчеркнутым игнорированием позиций экспертов... На Северном Кавказе администрации некоторых республик вообще ведут необъявленную войну против собственной молодёжи, в первую очередь, против верующих мусульман, которые на жаргоне силовиков получили кодовое обозначение „молящиеся“. Мусульмане чувствуют себя в современной России гражданами второго сорта. А возможно, и вообще „негражданами“».

### Обвинения в экстремизме и терроризме
По данным «Мемориала», «мусульмане (и особенно трудовые мигранты из стран Средней Азии) — одна из наиболее уязвимых групп для политических репрессий». Известны случаи, когда сотрудники ФСБ фабриковали против случайных жертв-мусульман дела, где им предъявлялись обвинения в терроризме. В таких случаях применяются пытки для принуждения к признанию совершения преступления, подбрасываются оружие или взрывные устройства. Из-за развитой исламофобии в обществе подобные случаи не находят общественного резонанса, поэтому сотрудники правоохранительных структур могут совершать подобное беспрепятственно. Как сообщают правозащитники, 9 из 11 осуждённых за организацию теракта в санкт-петербургском метро 2017 года были невиновны и являются политзаключёнными, а виновность остальных двоих также вызывает сомнения.
По мнению правозащитницы Светланы Ганнушкиной, «такие дела фабрикуются не только по прямому указанию и наводке высоких „правоохранительных“ чиновников, но часто потому, что чиновники просто чувствуют конъюнктуру и пытаются со всей ретивостью в неё встроиться. А конъюнктура момента заключается в том, что в официальных кругах, в том числе и на самом верху, говорят об исламской угрозе, опасности для России создания „всемирного халифата“».
В 2007 году «Мемориалом» и комитетом «Гражданское содействие» выпущен доклад, согласно которому:
«Поводы для преследований мусульман в России не исчерпываются обвинениями в причастности к запрещённым организациям. Причиной для подозрений иногда становится простое соблюдение исламских норм в одежде и быту. Широко распространённое на Северном Кавказе обвинение в ваххабизме начали предъявлять и мусульманам Поволжья. Религиозные и политические дискуссии в исламской среде в ряде случаев рассматриваются государством как подрывная деятельность. Репрессиям подвергаются также граждане, оказывающие гуманитарную помощь осуждённым единоверцам и их семьям. Известны случаи, когда в качестве вещественного доказательства совершения преступления у подозреваемых изымался Коран и популярная исламская литература. Нередко в отношении „исламских экстремистов“ фабрикуются и чисто уголовные обвинения».
Как считают различные исследователи и журналисты, государством активно культивируется «традиционный ислам», под которым понимается лояльность и патриотизм по отношению к России, а все остальные течения, неугодные властям, объединяются в «салафизм», а ранее — в «ваххабизм». Таким образом реализуется проект изолированного российского национального ислама. Политика приручения ислама в России коренится в восприятии мусульманских регионов как «чужих» территорий, угрожающих суверенитету России, пишут исследователи в «J. Organ. Behav.». Характеризуя «традиционный ислам», российский исламовед Силантьев, нередко обвинявшийся в исламофобии, говорит, что для России традиционен тот ислам, чьи представители готовы воевать за Россию даже против своих единоверцев. В 2013 году Силантьев призвал репрессировать 700 тысяч мусульман, которых он посчитал исламистами, не исповедующими «традиционный ислам».
В 2007 году 3000 мусульман России написали письмо президенту РФ Владимиру Путину. Там говорилось, что «в ряде регионов страны под благовидным предлогом борьбы с терроризмом обрушились настоящие гонения».

### Запреты движений
Исследователи, в том числе из ИРФИ, указывают, что применяемый в российском законодательстве и расплывчато трактуемый термин «экстремизм» используется против политических оппонентов и как метод запугивания официальными муфтиятами своих конкурентов. На территории РФ была признана экстремистской ненасильственная организация Хизб ут-Тахрир, на 2007 год никто из 48 человек, осуждённых за участие в этой организации, не совершал действия террористического характера, обвинения были основаны на использовании и распространении листовок и литературы. По данным правозащитников, в ряде случаев сотрудники силовых структур подбрасывали наркотические и взрывчатые вещества при обысках.
Были запрещены также ненасильственные проповеднические движения Таблиги Джамаат и Нурджулар. Ряд крымскотатарских религиозных организаций в аннексированном Крыму попали под запрет.
В 2017 году из 89 граждан РФ, осуждённых за участие в экстремистско-террористических движениях, мусульманами были 79, и 74 дела с участием мусульман были признаны неправомерными организацией «Сова».
В 2021 году правозащитная организация «Мемориал» опубликовала данные о том, что за год в РФ было заключено 420 политзаключённых и 360 из них подверглись преследованиям на религиозной основе, среди которых большинство — мусульмане, которым вменяется участие в запрещённых организациях.

### Запреты литературы
Некоторые переводы и трактовки Корана запрещены российским законодательством за пропаганду экстремизма. Так, был запрещён перевод Кулиева, где замечены «утверждения о превосходстве мусульман над немусульманами», «негативная оценка лиц, не имеющих отношения к мусульманской религии», «положительная оценка враждебных действий мусульман против немусульман», а также, как утверждалось, подстрекательство к насилию. Совет муфтиев России осудил приговор. Впоследствии решение суда было отменено.

Исламский журналист Харун Сидоров пишет:
«С середины нулевых годов списки запрещённой экстремистской литературы со стороны мусульман начали пополняться не только джихадистскими и халифатистскими текстами, но и произведениями, далёкими от политики и призывов к войне. После запрета салафитских богословских произведений пришёл черед турецких суфиев-пацифистов. Вал запретов литературы сопровождался погромом силовиками двух крупнейших исламских издательств России: выпускающего салафитскую литературу ИД „УММА“ и издающего суфийскую литературу турецких шейхов издательства „Сад“».
В 2007 году были запрещены переводы 14 книг турецкого богослова Саида Нурси. Запрет осудил муфтий ДУМАЧР Нафигулла Аширов, уточнив, что Нурси — суфийский учёный, которого невозможно обвинить в экстремистских наклонностях. Заместитель муфтия РФ Мухаммад Карачай прокомментировал это, сказав: «факт этого запрета кроме как глупостью, с одной стороны, а с другой, — антиисламской, антимусульманской провокацией я назвать не могу». Гейдар Джемаль охарактеризовал запрет как «звено в цепи провокаций» с целью «обострить общую политическую обстановку в стране и бросить вызов западному общественному мнению в целях создания определённого климата перед выборами».
В 2012 году российский суд запретил более 60 исламских книг, включая классические сборники хадисов.
В 2015 году произошёл резонансный случай, когда глава ЧР Рамзан Кадыров пригрозил прокурору Южно-Сахалинского суда за запрет исламской книги, после чего суд отменил свой предыдущий приговор. После этого было множество примеров, когда суды отменяли свои предыдущие решения под сопротивлением все более политически активной мусульманской общины.
В 2022 году экстремистским был признан перевод сборника хадисов «Сахих аль-Бухари». По мнению экспертизы, «издания содержат тезисы, отрицающие светскую систему государства, а также признаки враждебного отношения к иудеям, христианам и другим лицам, не исповедующим ислам». Совет муфтиев России осудил запрет. С критикой запрета выступил Рамзан Кадыров. Журналисты Надежда Кеворкова и Максим Шевченко высказались о событии как об откровенном издевательстве над мусульманами.

### Запрет хиджаба
С 2000-х годов в ряде российских регионов начали возникать случаи, когда девочек-мусульманок, одетых в хиджаб (который является обязательным атрибутом религии), не допускали к учёбе в школе. В 2012 году за запрет хиджаба высказался президент РФ Владимир Путин, а также Верховный суд РФ, министр образования и науки Дмитрий Ливанов и министр образования Ольга Васильева, которая сказала, что «хиджабу не должно быть места в школе». В 2020-х годах в некоторых регионах начали на законодательном уровне вводить запреты на ношение религиозной одежды (в том числе хиджаба), так запрет ввели в Ханты-Мансийском и Ямало-Ненецком автономном округах. Вследствие этого начали возникать инциденты на данной почве, так, из-за запрета в сентябре 2022 года школьницу в ЯНАО исключили из школы, но после огласки СМИ, её перевели на семейную форму образования. В 2024 году подобный запрет ввели во Владимирской области, это снова вызвало волну обсуждений о допустимости подобных запретов.
В 2003 году МВД РФ начало исламофобскую операцию «Фатима», в ходе которой полагалось обыскивать всех женщин в хиджабах как возможных террористок.
В 2003 году мусульманки из Татарстана потребовали право не снимать хиджаб при фотографировании их на паспорт. Они проиграли судебные дела. Президент Путин призвал их не продолжать борьбу. Вскоре дело дошло до Верховного суда РФ, который выпустил решение, разрешающее верующим женщинам не снимать головные платки во время съёмок на документы.

### В местах заключения
По сообщениям правозащитной организации «Gulagu.net», заключённые мусульмане в российских тюрьмах на протяжении многих лет систематически подвергаются репрессиям. При этом подобное не наблюдается среди представителей иудаизма, буддизма и редко среди православных. У мусульман изымаются религиозные книги, молитвенные коврики, манипулируют религиозными предписаниями, в частности, пищевыми запретами. По информации правозащитников из «Центра анализа и предотвращения конфликтов», мусульман с Северного Кавказа наиболее дискриминируют в российских колониях.
В 2013 году журналист Харун Сидоров писал, что «в последние годы известны десятки случаев того, как, в частности, в местах лишения свободы администрация препятствует заключённым мусульманам совершать намаз, сажает таких заключённых ШИЗО, оказывает на них давление непосредственно или через других заключённых».
В 2024 году российский оппозиционер и политзаключённый Алексей Навальный подал в Верховный суд РФ иски, в одном из которых заявлялось, что «наша тюремная система, большая организация, нашла себе нового врага. Этот новый враг называется мусульмане». По его словам, для борьбы с практикой, изучением и распространением ислама руководство тюремной системы постоянно вводит ограничения. Суд отклонил иски Навального.

## В обществе
Согласно исследованиям Pew Research Center, российский социум проявляет меньший исламофобский настрой в сравнении с европейским, и при этом проявляет больший ксенофобский. Опросы Левада-Центра показали, что люди считают врагами страны в первую очередь чеченских сепаратистов, США, НАТО, и только после них — исламизм.
74 % опрошенных в 2015 году Левада-Центром россиян отрицательно относятся к хиджабу, наибольшая концентрация недовольных — в Москве, там 91 % опрошенных дали негативный ответ. По данным центра «Сова», 40 % россиян отрицательно относятся к исламу, многие граждане-христиане воспринимают его как «нечто опасное, связанное с терроризмом».
Как пишут учёные из ИНИОН РАН, в России исламская религия в общественном сознании начала вызывать ассоциации с опасностью для государственности страны, экстремизмом, радикализмом, терроризмом.

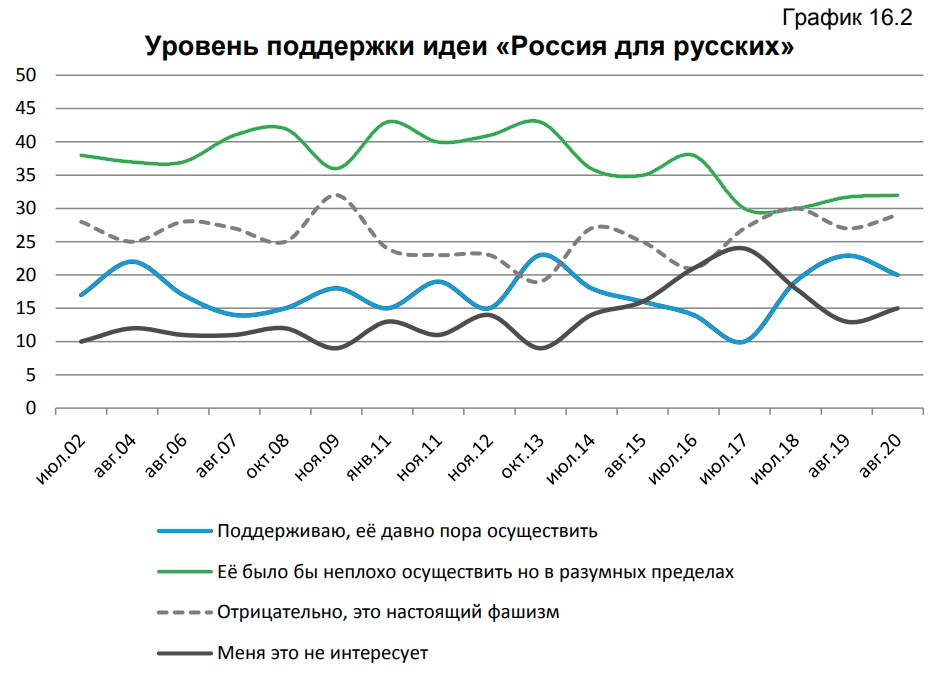
Уровень поддержки идеи «Россия для русских» (Левада-Центр, 2020)

Дискриминация людей, опознанных по одежде как мусульман, зафиксирована аналитическим центром SETA в больницах, общественном транспорте, высших учебных заведениях. Исследователи из ИРФИ также отмечают дискриминацию на предприятиях.
Каждый год фиксируется от 6 до 14 протестных акций против строительств новых мечетей. Только 29 % опрошенных Левада-Центром дали положительный ответ на вопрос об отношении к строительству мечети. Помимо протестов, как отмечает французский социолог Марлен Ларюэль, строительству мечетей часто мешает администрация, создавая юридические проблемы и отвечая отказами на выдачу разрешения на строительство. По данным SETA, чтобы помешать выдаче разрешения, на администрацию часто оказывают давление РПЦ и националистические движения.
Согласно официальным данным властей 2017 года, уровень исламофобии в 2016 году снизился на 10 % в сравнении с предыдущим. Утверждается, что в РФ «самый низкий уровень исламофобии среди десяти наиболее значимых европейских стран».
30—60 % от случаев агрессий на этнической почве совершается против мусульман, по данным центра «Сова», при этом агрессия нечасто сопровождается исламофобскими высказываниями.
Регулярно против мусульманских объектов совершаются акты вандализма, как и случаи сожжения Корана. На русско-националистических пространствах интернета чаще всего появляются исламофобские речи.

## СМИ

### В России
Французская учёная Ларуэль пишет, что в используемых российскими таблоидами, телеканалами, ток-шоу нарративах смешиваются понятия ислам, исламизм и трудовая миграция. Исследователь Рагозина отмечает, что при освещении новостей о преступлениях часто подчёркивается религиозная принадлежность преступника, читателей пугают формулировками по типу «десятки тысяч мусульман, создающие давку в метро». Самый часто сочетающийся со словом «ислам» в новостях эпитет — это «радикальный», который применяется в случаях освещения всего, что касается неспокойной обстановки в мире. Авторы часто манипулируют статистикой: чтобы впечатлить читателя и придать обширность проблеме, отмечаются «миллионные толпы экзальтированных мусульман» и другие количественные характеристики. По этой причине произошла секьюритизация ислама — когда к теме религии обязательно привязывается вопрос безопасности.
На теле-шоу не зовутся эксперты-мусульмане, как отмечает журналист Максим Шевченко, «их просто блокируют».
Своими исламофобскими речами известны российские политики Владимир Жириновский и Дмитрий Рогозин. Выступая на федеральном телеканале «Россия 1» Жириновский призвал ввести ограничения на уровень рождаемости на преимущественно мусульманском Северном Кавказе, запретить любой вид изучения ислама и ограничить передвижение северо-кавказцев по стране. Во время программы был проведён опрос в прямом эфире и он выиграл голосование, за него проголосовало более 140 000 зрителей. По словам Жириновского, «задача России — уложить ислам в рамки лишь культуры». В 2016 году лидер партии «Яблоко» Сергей Митрохин в приватной беседе с журналистом назвал ислам «ужасом современного мира», «тормозом модернизации», запись разговора была слита в интернет, после чего политик принёс извинения перед мусульманами.
После вступления в силу закона об оскорблении чувств верующих 2013 года уменьшилось количество преступлений на почве религиозной ненависти. Вероятно, это способствовало и снижению откровенной исламофобии в СМИ. В новых директивах СМИ появились рекомендации о сокращении или полные запреты употребления слов «Бог», «Аллах» или «атеист».

### Влияние на мировую исламофобию
Среди журналистов и правозащитников существует также теория, что источником разжигания исламофобии в мировых соцсетях и СМИ является российская фабрика троллей. Делается это, чтобы усилить влияние исламофобских и крайне правых партий и организаций в Европе и Северной Америке, которые в основном лояльны по отношению к России. Так, в расследовании The New York Times говорится, что в России базируется «международная дезинформационной машина, занимающяся выращиванием, провокацией и усилением крайне правых, антииммигрантских страстей и политических сил».
По словам очевидцев, в Швеции, в городе Ринкебю, в 2017 году работники российского телевидения подходили к подросткам-иммигрантам и предлагали деньги за то, чтобы они устроили в городе беспорядки на камеру. Предполагается, что это были репортёры НТВ. Редактор НТВ в ответ на вопрос отказался от комментариев.

## По регионам
Адыгея
В 2006 году в мечети города Адыгейск мужчины-силовики обыскали беременную жену имама, что является нарушением закона. Обыскивались также и прихожане. Имам Наджмуддин Абази был задержан по делу о торговле «наркосодержащим» препаратом, так назвали масло тмина, а также за «религиозный экстремизм». Дело было признано сфабрикованным правозащитниками из Московской Хельсинкской группы.
В марте 2006 года сотрудниками силовых структур в посёлке Новая Адыгея был проведён массовый обыск верующих мусульман, направлявшихся в мечеть на пятничную молитву.
Дагестан
С 2015 года массовый характер получила практика постановки жителей на профилактический учёт в качестве «экстремистов». Сообщалось о множестве тысяч поставленных на учёт. В основном это были приверженцы салафитского ислама, однако часто под это попадали и случайные люди. Постановка на учёт осложняет жизнь, такого человека систематически останавливает ДПС, доставляют в МВД. Возникают трудности с трудоустройством и перемещением по территории республики. Как отмечают правозащитники из «Мемориала», «такие действия сотрудников полиции нарушают права граждан на свободу и личную неприкосновенность, на свободу вероисповедания, передвижения, на неприкосновенность частной жизни, на получение информации, касающейся прав и свобод граждан», такие действия не только не способствуют борьбе с экстремизмом, но наоборот радикализируют молодёжь. В 2017 году появилась информация от властей, что постановка на учёт по категории «ваххабизм» отменена. Но правоохранительные органы продолжают так или иначе вести учёт.
В 2009 году был расстрелян проповедник Муртазали Магомедов. В 2010 году убит Исмаил Гаджиев, построивший в Учкенте салафитскую мечеть. В 2011 году в Махачкале прошёл крупный митинг против притеснения мусульман в республике силовиками. В 2012 году убит исламский учёный Магомедхабиб Заурбеков, а также с отцом и братом был убит салафитский имам Калимулла Ибрагимов, враждебно воспринимавшийся муфтиятом республики и силовиками. В 2013 году расстреляны журналист Ахмеднаби Ахмеднабиев, освещавший нарушения прав человека и преследования мусульман, и исламский активист Абдулла Гаппаев. В 2014 году было найдено сожжённое тело салафитского имама Омарасхаба Алибегова, который до этого был задержан силовиками.
Ингушетия
Глава Республики Ингушетия Евкуров потребовал установить контроль над мечетными проповедями, установив видеокамеры. За это и другие притеснения духовенства республики Муфтият РИ отлучил главу от мусульманской общины.
В 2008 и 2009 годах в республике были убиты мусульманские оппозиционные правозащитники Магомед Евлоев и Макшарип Аушев. В 2009 году убит имам Муса Эсмурзаев, критиковавший власть, в том же году были убиты имамы Саид Ибрагим Калиматов и Абдурахман Картоев.
Кабардино-Балкария
В 2006 году представители власти с целью противодействия распространению «ваххабизма» посещали образовательные учреждения и отмечали всех учеников, совершавших намаз. В ОВД был доставлен мальчик, молившийся на перемене в лицее. Сотрудники правоохранительных органов Зольского района брали у вдов умерших боевиков расписки, что те не станут «шахидками».
В марте 2006 года 59 мусульман высказали просьбу в адрес международных правозащитников обратиться в ЕСПЧ по поводу массовых нарушений прав верующих, исповедующих ислам, в Кабардино-Балкарии. В ней говорилось: «в этих заявлениях мы указали о массовых нарушениях прав верующих мусульман, пытках, убийствах, незаконных задержаниях, которые имели место как до событий 13 октября, так и после и требовали привлечь виновных должностных лиц к уголовной ответственности».
В 2014 году был убит мусульманский правозащитник Тимур Куашев.
Калининградская область
В 2010 году реакцией на строительство мечети в Калининграде стала волна митингов. В 2011 году радикальный противник постройки мечети с использованием двух баллонов с кислородом и пропаном пытался взорвать стройку, однако был задержан ФСБ.
В 2019 году в Черняховске властями был разрушен молельный дом, который построил за свои деньги русский мусульманин-активист Артур Русяев. Русяев продолжал пытаться построить мечеть в области. В 2020 и 2021 годах активист заявлял, что ему приходят угрозы от сотрудников правоохранительных органов. В 2021 году он был осуждён на 4.5 года тюремного заключения за хранение наркотиков. По его заявлению, наркотики были подброшены, а настоящая причина заключения — конфликт с мечетью в Черняховске. На пакете с наркотиками отпечатков Русяева и потожировых следов не обнаружено. В 2022 году он скончался в колонии от инфаркта.
Калмыкия
В 2022 году «Gulagu.net» сообщали о пытках в калмыцкой тюрьме. Помимо прочего, упоминается также, что адвокаты, посещая своих подзащитных в тюрьме, видели в куче мусора Кораны и мусульманские молитвенные коврики. По рассказу жертвы пыток, уроженца Дагестана, Магомеда Атимагомедова, ему с помощью скотча и кипятка на груди выжигали крест, от него под угрозой убийства требовали, чтобы он отказался от ислама и крестился. Как указывает уполномоченный по правам человека в Республике Дагестан Джамал Алиев, пытки и унижения происходят на этнической и религиозной почве.
Кировская область
Согласно обращениям отбывших наказание заключённых в ИК № 6 в Кировской области в редакцию «idel.Реалии», они подвергались различным пыткам в ходе заключения. Ими отмечается, что заключённым мусульманам приходится молиться тайком, так как это запрещается под угрозой пыток, у верующих отбирают Кораны и дают кресты, пытки сопровождались громкой музыкой для того, чтобы не было слышно крики, для мусульман включали православный хор.
Краснодарский край
По состоянию на 2022 год, в Сочи, в котором проживает более 20 000 мусульман, нет ни одной мечети, хоть город и является частью Западного Кавказа, где исторически проживают мусульмане-черкесы, истреблённые и изгнанные Российской империей в ходе Кавказской войны. В городе есть исламский культурный центр, однако функции мечети он выполнять не может.
Как отмечает исследователь Халед Бейдун, при освещении олимпийских игр в Сочи в 2014 году ислам и мусульмане упоминались исключительно в виде террористической угрозы, «черных вдов» с платками на головах и запретов религиозных обрядов из соображения национальной безопасности.
Гимн Краснодарского края, который содержит строки «О тебе здесь вспоминаючи, Как о матери родной, На врага на басурманина Мы идём на смертный бой» регулярно вызывает возмущения у мусульман, однако законодательные структуры религиозного оскорбления в них не нашли.
Крым
Как отмечают различные правозащитники и журналисты, в том числе «Human Rights Watch», после аннексии Крыма Россией в 2014 году крымские татары-мусульмане подверглись дискриминации со стороны российских властей. Сотни крымских татар были арестованы, пропали без вести, подверглись досмотру и приговорены к тюремному заключению по обвинению в терроризме — некоторые за то, что у них дома был Коран, другие за членство в исламских политических партиях, которые при этом были легальны при украинской администрации. Ряд религиозных организаций попали под запрет.
Заместитель российского муфтия Крыма Баирова считает, что в Крыму нет политзаключенных, осуждённых по религиозному признаку, а преследованию подвергаются только экстремисты. Украинский муфтий Крыма Айдер Рустемов отмечает, что экстремистами российскими властями обозначаются все несогласные с их политикой крымские татары. По его словам, в месяц Рамадан власти отключали электричество в мечетях, чьи представители отказывались входить в состав нового российского муфтията. По заявлению крымского адвоката Семедляева, обвиняемыми в терроризме жителями Крыма не совершалось насильственных преступлений, при этом уголовные дела возбуждаются на основе запрещённой литературы, данных прослушки, а также показаниях, которые дают засекреченные свидетели.
Москва
91 % опрошенных москвичей отрицательно относятся к хиджабу, согласно опросам «Левада-Центра».
В городе с двухмиллионным мусульманским населением действует всего 5 мечетей. Разрешений на строительство новых власти не выдают, ссылаясь на то, что большинство мусульман — мигранты, а для мусульман-россиян уже имеющихся достаточно. Как считает журналист Василий Радич, отсутствие мусульманских религиозных сооружений также способствует росту антиисламских настроений, так как московские мусульмане вынуждены отмечать исламские праздники под открытым небом на улицах, что вызывает недовольство некоторых окружающих.
По данным The Moscow Times, лозунг «Россия для русских» находит поддержку у 43 % москвичей.
В 2007 году в интернете появилось видео под названием «Казнь дага и таджика», на котором дагестанцу и, предположительно, таджику русские национал-социалисты одному перерезают горло и после отпиливают голову, второму стреляют в затылок. После теракта в московском метро в 2010 году некоторые женщины в мусульманской одежде или со смуглой кожей подвергались насильственным атакам в метро. В 2013 году в Москве убили дагестанку и нанесли на её тело порезы в форме креста.
В 2017 году имам мечети Ярдям Махмуд Велитов был приговорён к трёхлетнему сроку заключения. Он обвинялся в публичном оправдании терроризма из-за молитвы о прощении грехов, его попросили прочитать молитву об убитом, не уведомив, что тот состоял в какой-либо организации.
В 2023 году в мечетях Москвы и Московской области начались полицейские рейды для проверки документов на наличие нелегальных мигрантов. ОМОН в Котельниках и спецназ ГРОМ в Дзерджинске зашли в мечети в обуви прямо во время пятничной молитвы и не дали мусульманам завершить её. Случаи стали резонансными и вылились в протестную акцию мусульман у Исторической мечети в виде шествия с восклицанием такбиров.
Московская область
В 2006 году в Яхроме неизвестными была совершена попытка взорвать местную мечеть. Здание устояло, но существенный ущерб был причинён соседним домам.
Мордовия
В школах субъекта запрещено носить хиджаб. Как отмечали представители местной мусульманской общины, с девочек срывали платки и не давали присутствовать на линейке. В 2016 году в селе Белозерье, где абсолютное большинство жителей составляют татары, новый директор школы ввёл запрет на хиджаб и для учителей под угрозой увольнения. Из 20 учительниц-мусульманок 4 уволились, 3 отказались от платков в школе, 13 продолжили носить лёгкие платки.
В 2016 году во время пятничного намаза в Лямбире к мечети приехали полицейские с вооружением вместе с представителем ЦПЭ и увезли на автобусах в отдел полиции практически всех молящихся, около 40 человек, примерно 10 были сразу отпущены.
Нижегородская область
В 2006 году соборная мечеть в Дзержинске подверглась атаке вандалов, которые закидали её камнями. В следующий день вандалами был брошен «коктейль Молотова» в мечеть, но никто не пострадал.
Пензенская область
В 2019 году по требованиям прокуратуры «с целью соблюдения основополагающих принципов противодействия экстремистской деятельности» 20 школ приняли положение запрещающее мусульманские женские платки.
Санкт-Петербург
В 2004 году группа скинхедов зарезала девятилетнюю таджикскую девочку Хуршеду Султанову.
Ставропольский край
В 2012 году Правительство Ставропольского края запретило ношение религиозной одежды в школе. Верховный Суд РФ постановил, что это не нарушает права верующих.
В Ставропольском крае с 2012 по 2016 год было убито 5 имамов. На момент 2018 года дела оставались нераскрытыми. Все убитые имамы занимались общественной деятельностью и открыто сопротивлялись запрету ношения хиджаба в крае. В 2014 году убит исламский активист Замир Таибов.
Мусульманской общине было отказано в праве вернуть себе историческую мечеть в Ставрополе, которая была закрыта в советское время и с 1987 года используется как художественная галерея.
Татарстан
В казанских школах учителей попросили отправить в полицию данные о детях и их семьях, придерживающихся «строгих религиозных убеждений», то есть носят на голове хиджаб. Адвокат Руслан Нагиев назвал это грубым нарушением конституционного права на свободу совести и свободу вероисповедания.
Согласно сообщениям бывшего заключённого в чистопольском СИЗО № 5, мусульман там кормят свининой и запрещают молиться.
Тюменская область
Как указывается в исследовании правозащитников из «Московской Хельсинкской группы», в 2006 году ранним утром в тюменскую мечеть на утренней молитве вошли вооружённые люди с требованием ко всем предъявить документы. Они представились сотрудниками ФСБ, но не предъявили ни документы, ни объяснения ситуации. Под угрозой расправы мусульман провели в автобус, отвёзший их в отдел милиции, где с ними провели персональные беседы. От них потребовали прекратить ходить в мечеть и сотрудничать с органами под угрозой возбуждения уголовного дела. 6 из них были таджиками — их перевезли в ОВД, у одного из них была просрочена регистрация и его увезли. Оставшиеся пятеро были вывезены в лес, там под угрозой убийства от них требовалось перестать посещать мечеть и уехать из Тюмени.
Ульяновская область
Согласно данным правозащитников из «Gulagu.net», в димитровградской тюрьме в апреле 2022 года сотрудники тюрьмы постящихся заключённых из числа мусульман подвергли избиениям и пыткам. Выражая протест, десятки заключённых устроили голодовку и вскрыли себе вены.
ХМАО
В 2013 году в Сургуте силовики вошли в чайхану, где находились преимущественно выходцы из Средней Азии и Азербайджана, и провели обыск. Посетители заявили, что от них потребовали сбрить свои бороды. По заявлению председателя нацавтономии таджиков Сургута Файзулы Аминова, начальник сургутской полиции Ерохов принёс ему извинения за это.
Чечня
По сообщениям «Кавказского узла», в Чеченской Республике систематически арестовывались граждане, носившие бороду и брившие усы.
ЯНАО
В 2009 году власти постановили снести мечеть «Нур Иман» в Новом Уренгое. Как указывает мусульманский журналист Дмитрий Черноморченко, исламская община «Нур Ислам» подверглась массовой демонизации в СМИ, началось правовое и неправовое давление на общину. Через год в Тюмени был убит имам мечети Исомитдин Акбаров.

## В культуре

### Кинематограф
Распространению ксенофобских идей в России в конце XX и начале XXI веков способствовал российский кинематограф, получавший большое финансирование со стороны государства. Нужны были новые кинообразы и к устоявшим героям присоединился новый персонаж — русский солдат, борющийся против терроризма в лице отрицательных персонажей — чеченских сепаратистов, которым пособничают мусульмане всего мира.

## Среди либеральной общественности
Часть российских либералов считает, что ислам — это ультраконсервативная социальная угроза, такой стереотип помешал интеграции политической повестки в среду умеренных мусульманских оппозиционных групп во время протестов на Болотной площади в 2011 году.
В 2017 году в России публикация оппозиционером Алексеем Навальным антикоррупционного расследования о Дмитрии Медведеве вызвала массовый протест по стране. Но при этом популярные мусульманские СМИ в целом проигнорировали протесты, сделав вывод, что движение не представляет интересы мусульман. Причиной этого стали постоянно используемые лидером протеста Навальным мигрантофобские, исламофобские и кавказофобские стереотипы. Он часто отвергал Северный Кавказ от РФ, называя его бесконтрольной преступной территорией, призывал ограничить северо-кавказцев в праве на свободное передвижение по стране. В 2011 году участвовал в русском марше под лозунгом «Хватит кормить Кавказ», осуждал неконтролируемую миграцию «молодых мусульман», связывал рост мусульманского населения с угрозой исламизма и выступал против строительства мечетей. В 2017 году отреагировал на выпуск куклы в хиджабе, назвав это «промоушном унижения женщин».